# Friedrich Gottlieb Klopstock

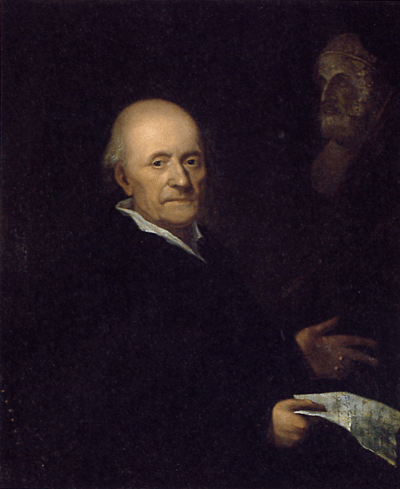
Friedrich Gottlieb Klopstock, geschilderd door M. E. Vogel

Friedrich Gottlieb Klopstock (Quedlinburg, 2 juli 1724 — Hamburg, 14 maart 1803) was een Duits dichter uit de Verlichting.

## Leven
Klopstock was de zoon van een advocaat, en werd opgevoed in de geest van het piëtisme op het landgoed van Friedeburg aan de Saale. Hij bezocht het plaatselijke gymnasium en ging in 1739 naar een school voor hoogbegaafden, Schulpforta bij Bad Kösen, studeren, waar later ook Nietzsche zou
verblijven. Vanaf 1745 studeerde hij theologie in Jena en later te Leipzig, maar voltooide zijn studie niet. Hij werd in 1748 privéleraar te Langensalza, waar hij verliefd werd op zijn nicht, Maria Sophie Schmidt, die hem afwees. Maria bezong hij in de vorm van Fanny in zijn vroege odes. Hij werd een vriend van Johann Jakob Bodmer, die het epos Paradise Lost van John Milton had vertaald.
Klopstock werd beroemd met zijn eigen epos, Der Messias, dat in etappes gepubliceerd werd, de eerste drie banden in het tijdschrift Bremer Beiträge, en door Milton geïnspireerd was. In 1750 bracht hij een bezoek aan Bodmer te Zürich, waar bleek dat hij, in tegenstelling tot Bodmer, niet uitsluitend religieuze bekommernissen had, maar zijn ideeën over harmonie ook over het seculiere vlak wilde uitstrekken. Klopstock was geen asceet, maar een overtuigd levensgenieter.
Daar Der Messias zo'n groot succes was, bood de koning van Denemarken, Christiaan V, hem een staatspensioen aan, teneinde hem in staat te stellen het epos te voltooien. Van 1751 tot 1770 woonde hij in Kopenhagen en leefde uitsluitend van de pen. Hij bleef verder odes schrijven, ditmaal gewijd aan Cidli, Meta Moller, met wie hij in 1754 huwde. Na de dood van de Deense koning, in 1770, verhuisde hij naar Hamburg en voltooide eindelijk zijn Messias in 1773. In 1791 hertrouwde hij met Johanna Elisabeth von Winthem. Een jaar later werd hij ereburger van de Franse Republiek.
Klopstock vereenzelvigde de mystieke drang van de godsdienst met die van de dichter; voor hem bestond er een onlosmakelijk verband tussen de kunst, de harmonische orde van de wereld en de mens. Als aanhanger van het mens sana in corpore sano-principe was hij een fervent sporter, en niet ongevoelig voor charmant vrouwelijk gezelschap; hij reed paard, ging zwemmen en schaatsen en hield van de natuur. Zijn critici vonden zijn epicuristische ingesteldheid onverenigbaar met zijn godsvrucht, maar voor Klopstock was het een natuurlijke zaak. Terwijl men hem in zijn tijd vooral om zijn Messias roemde, geldt hij sinds de twintigste eeuw hoofdzakelijk als een virtuoos odeschrijver (de Messias raakte enkele decennia na zijn overlijden, in de Sturm und Drang, reeds uit de mode, wegens te afgemeten en berekend). Hij bedacht zijn eigen versmaten, die soms als vrij vers werden beschouwd, maar in feite ingewikkelde patronen naar klassiek model waren, in het bijzonder naar Pindaros. Ook de hernieuwde interesse voor de Germaanse en Keltische oudheid liet Klopstock niet onberoerd: hij herinterpreteerde die culturen als voorlopers van het christendom en verbond er een nationalistische component aan. Klopstock had in Denemarken een kring van geleerden om zich heen verzameld; het Deense hof trok opzettelijk Duitse intellectuelen aan. Dit heeft echter zijn contact met de Deense cultuur belemmerd. Hij heeft daardoor nooit Deens geleerd.
De begrafenis van Klopstock was een grootse ceremonie; hij werd gehuldigd als een van de grootste Duitse dichters aller tijden. Voor de poëzie van de Verlichting is hij inderdaad van uitzonderlijk belang geweest.

## Werken

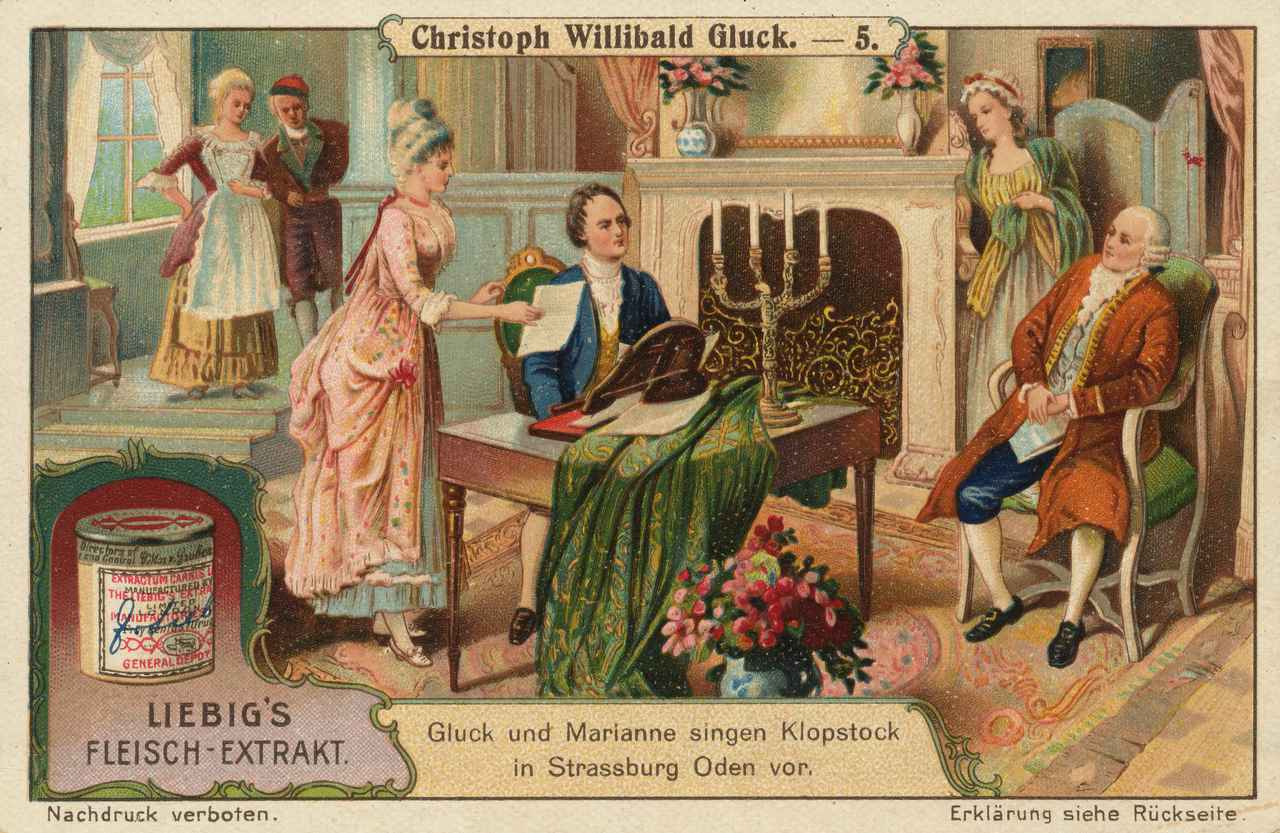
Gluck en Marianne zingen Oden aan Klopstock in Straatsburg, rond 1780

- 1751-1773 Der Messias (episch gedicht, 4 delen). Vertaald door C. Groeneveld als: De Messias, in twintig zangen. Eerste deel; Tweede deel; Derde deel, 1784-1791, en door Johan Meerman als: De Messias Eerste deel, Tweede deel, Derde deel, Vierde deel, 1803-1805.
- 1753 Der Tod Adams. Ein Trauerspiel in Verse gesest, 1767 (toneel). Vertaald als: De dood van Adam. Te Dordrecht, by Fredrik Wanner, 1774
- 1758 Geistliche Lieder. Erster Theil (gedichten, eerste deel)
- 1765 Salomo. Ein Trauerspiel (toneel)
- 1769 Geistliche Lieder. Zweiter Theil, 1776 (gedichten, tweede deel)
- 1769 Hermanns Schlacht (toneel). Vertaald als: De slag van Herman. Te Amsterdam , bij Johannes Allart, 1791
- 1771 Oden (gedichten)
- 1771 Oden und Elegien, 1833 (gedichten)
- 1772 David. Ein Trauerspiel, 1790 (toneel)
- 1784 Hermann und die Fürsten. Ein Bardiet für die Schaubühne (toneel)
- 1787 Hermanns Tod. Ein Bardiet für die Schaubühne (toneel)
- ca 1793 De Duitschers aan Klopstock en deeze aan de Duitschers, toen gemelde dichter het Burger Diploma, hem door Vrankryk toegeschikt, aan de Nationaale Conventie terugzond
- 1806 Het Onze Vader. Amsteldam: L.A.C. Hesse
- 1974- ... Werke und Briefe. Historisch-kritische Ausgabe. Berlin: De Gruyter. ISBN 3-11-004502-8 (set)

- Bibsys: 90210990
- Biblioteca Nacional de España: XX1155301
- Bibliothèque nationale de France: cb12024847p (data)
- Catàleg d'autoritats de noms i títols de Catalunya: 981058517023906706
- CiNii: DA00726684
- Gemeinsame Normdatei: 118563386
- Historisch woordenboek van Zwitserland: 012030
- International Standard Name Identifier: 0000 0001 0892 7087
- Library of Congress Control Number: n50043426
- Nationale Bibliotheek van Letland: 000179600
- MusicBrainz: a266834c-d800-481e-a0ab-ecf55df8dde0
- Bibliotheek van het Japanse parlement: 00649217
- Nationale Bibliotheek van Tsjechië: jo2002102390
- Nationale bibliotheek van Australië: 35768662
- Nationale Bibliotheek van Israël: 987007263958405171
- Nationale Bibliotheek van Polen: a0000001181753
- Nationale en Universitaire bibliotheek Zagreb: 000087280
- Nederlandse Thesaurus van Auteursnamen: 06828568X
- Istituto Centrale per il Catalogo Unico: CUBV172207
- LIBRIS: 193885
- SNAC: w63x8cgx
- Système universitaire de documentation: 027399664
- Trove: 1078762
- Virtual International Authority File: 44312220
- WorldCat: E39PBJjmWPxvvPfhwDJgxj4wmd